# Христо Стефанов (художник)
Христо Христев Стефанов е български художник.

## Биография
Роден е на 15 февруари 1931 г. в Бургас в семейството на актьорите Стефан Христов и Елена Йорданова-Гринберг. Родителите се установяват в Пловдив през 1935 г. и Христо постъпва в италианското училище „Виторио Алфиери“ в града през 1938 г.
Учи при проф. Ненко Балкански и проф. Панайот Панайотов. Завършва живопис през 1956 във ВИИИ „Николай Павлович“. От 1961 е член на Съюза на българските художници (СБХ).
Още от най-ранно детство животът на художника е свързан с Пловдив. Атмосферата и личностите на града са повлияли както светогледа му, така и много от темите в неговото творчество. Той е един от майсторите на знаменитата в края на 60-те и 70-те „пловдивска петорка“ заедно с Георги Божилов-Слона, Димитър Киров, Йоан Левиев и Енчо Пиронков.
От 1985 г. е генерален директор на Държавно обединение „Изобразително изкуство“.
Христо Стефанов е съпруг на актрисата Мария Стефанова, с която са заедно от 1964 г. Той има две дъщери – от първия му брак е Морена Стефанова, която е историк, археолог и куратор, а от втория с Мария Стефанова – Елена Стефанова, която е художник като баща си.
Умира на 21 декември 2013 година в София. Погребан е в Централните софийски гробища.

## Творчество
Христо Стефанов работи в областта на изящните изкуства, живопис, стенни монументални изкуства, кино и театрална сценография. Автор е на абстрактни и реалистични произведения, натюрморти, портрети, стенописи, мозайки, витражи. Форматите му са от монументални до миниатюри.
Участва редовно в общите художествени изложби на СБХ от 1958 г. и в представителни изложби в чужбина. Излага свои живописни платна в Полша, Франция, Испания, Виена, Португалия, Корея (Сеул), Русия (Москва), Югославия, Молдова, Украйна, Турция, Чехия.
Създава множество живописни табла, сред които забележителните „Закуска в стария град“, „Реквием“, „Спомен“, „Портрет на Златю Бояджиев“, „Портрет на Любен Тенев“, „Портрет на Добрин Петков“, „Портрет на Дечко Узунов“, „Мария или сцената“, „Опит за полет“, „Вечеря в стария град“.
Автор е на повече от 40 монументални стенни творби, най-често за обществени сгради в столицата, страната и чужбина, по-важните от които са:
- „Партията победителка“, пластична каменна мозайка (1969), Партиен дом в Пловдив, в съавторство с Енчо Пиронков, арх. Владимир Рангелов;
- Вираж, стъклобетон (1969), Партиен дом в Пловдив, в съавторство с Енчо Пиронков, арх. Владимир Рангелов;
- „Младост“, стенопис (1971), фреско в младежки хотелски комплекс „Орбита“, София, арх. Георги Стоилов;
- „Поет – пророк“, стенопис, фреско (1973), Национален музей „Христо Ботев“, Калофер;
- „Епопея на забравените“, стенопис, фреско (1974), дясната част от стенописа „Вазов и неговите произведения“ в Народна библиотека „Иван Вазов“, Пловдив, в съавторство с Георги Божилов, Йоан Левиев и арх. Мария Милева;
- „Заминаване“ и „Завръщане“, пластични мозайки (1976), подлез на Централна гара София;
- „Човекът и техническия век“, мозайка (1978), фасада на Дома на техниката, Карлово;
- „Борбите и победата на Партията“, мозайка, смалт и злато (1981), 660 кв. м – стена по контура на кръглата централна Тържествена (ритуална) зала, диаметър 42 м, размери около 131 х 5 м в интериора на Дом-паметник на БКП, Бузлуджа, в съавторство с Йоан Левиев, арх. Георги Стоилов;
- „Огънят“, стенопис, фреско (1981), зала №7 в Народен дворец на културата „Людмила Живкова“,
- Стенопис, фреско (1983), Централен дом на учителя, София;
- Мозайка (1983), фоайе на кафе-сладкарница на хотел „Добруджа“, курортен комплекс „Албена“;
- Стенопис, (1985) в Градски исторически музей в Брацигово;
- Стенопис, секо (1985) в бюрото на търговска фирма в Париж;
- Мемориал „Делчев род“, мозайки, двора на църквата Въведение Богородично в Благоевград, в съавторство с арх. Богдан Томалевски и скулптора Иван Нешев (1988).

Христо Стефанов е сценограф на редица театрални и оперни представления по творби на Димитър Талев, Недялко Йорданов, Георги Джагаров, Васил Друмев, Молиер, Шекспир, Пучини и други.
Негова е сценографията към нашумелите в миналото спектакли на режисьора Христо Христов – „Преспанските камбани“ и „Железният светилник“ (1965, театъра в Пловдив), както и на „Хамлет“ (1967, театъра във Варна реж. Николай Георгиев), „Тази малка земя“ от Георги Джагаров (1976, театъра в Пловдив).
Той е художник-постановчик на филмите „Иконостасът“ (1969) и „Наковалня или чук“ (1973).

## Награди и отличия
Христо Стефанов е носител на множество български и чуждестранни награди за живопис, монументални изкуства и сценография.
Удостоен е с:
- Орден Кирил и Методий І степен,
- Орден „Стара планина“ първа степен (2002),
- Почетното звание „Народен художник“ (1985),
- Златен медал „Достойному“ за особен принос в световното изобразително изкуство (учреден от Екатерина Велика, възстановен през 1985),
- Почетен член на Руската академия на изкуствата (2002).